# Bursadopsis plenifascia
Bursadopsis plenifascia là một loài bướm đêm trong họ Geometridae.